# Solanum betaceum
L'albero dei pomodori (Solanum betaceum Cav., 1799), conosciuto anche come pomodoro arboreo, tamarillo o tomate de árbol è una pianta arbustiva della famiglia delle Solanacee, originaria del Sud America.
Le prime descrizioni storiche lasciano pensare che sia autoctono del Sudamerica, di alcuni luoghi del nord del Cile e dell'Argentina, in zone di antiche foreste umide ai piedi della cordigliera delle Ande al giorno d'oggi scomparse. Si coltiva soprattutto in America meridionale (Perù, Colombia, Ecuador, Bolivia e Argentina), ma anche in Europa meridionale e Nuova Zelanda.

## Etimologia
Il nome del genere (Solanum) deriva del vocablo latino equivalente al greco στρύχνος (strychnos) per designare il Solanum nigrum — e probabilmente altre specie del genere, inclusa la melanzana —, già impiegato da Plinio il Vecchio nella sua Storia naturalis (21, 177 e 27, 132) e, prima ancora, da Aulus Cornelius Celsus in Di Re Medica (II, 33). Potrebbe essere relazionato con il Latino sole, per il fatto che queste piante prosperano in luoghi soleggiati.
L'epiteto specifico betaceum deriva dal latino e significa "simile alla barbabietola".

## Descrizione

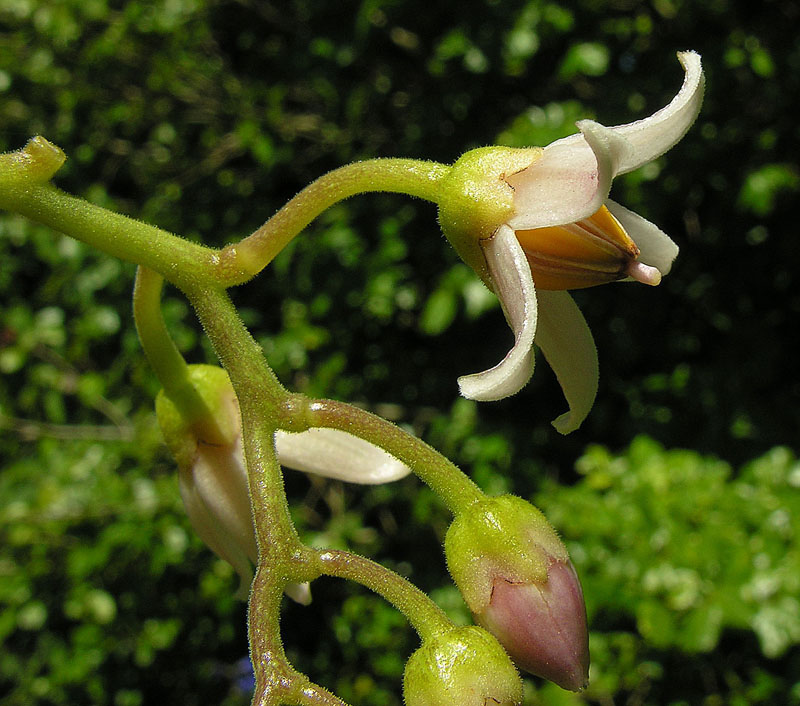
Fiori

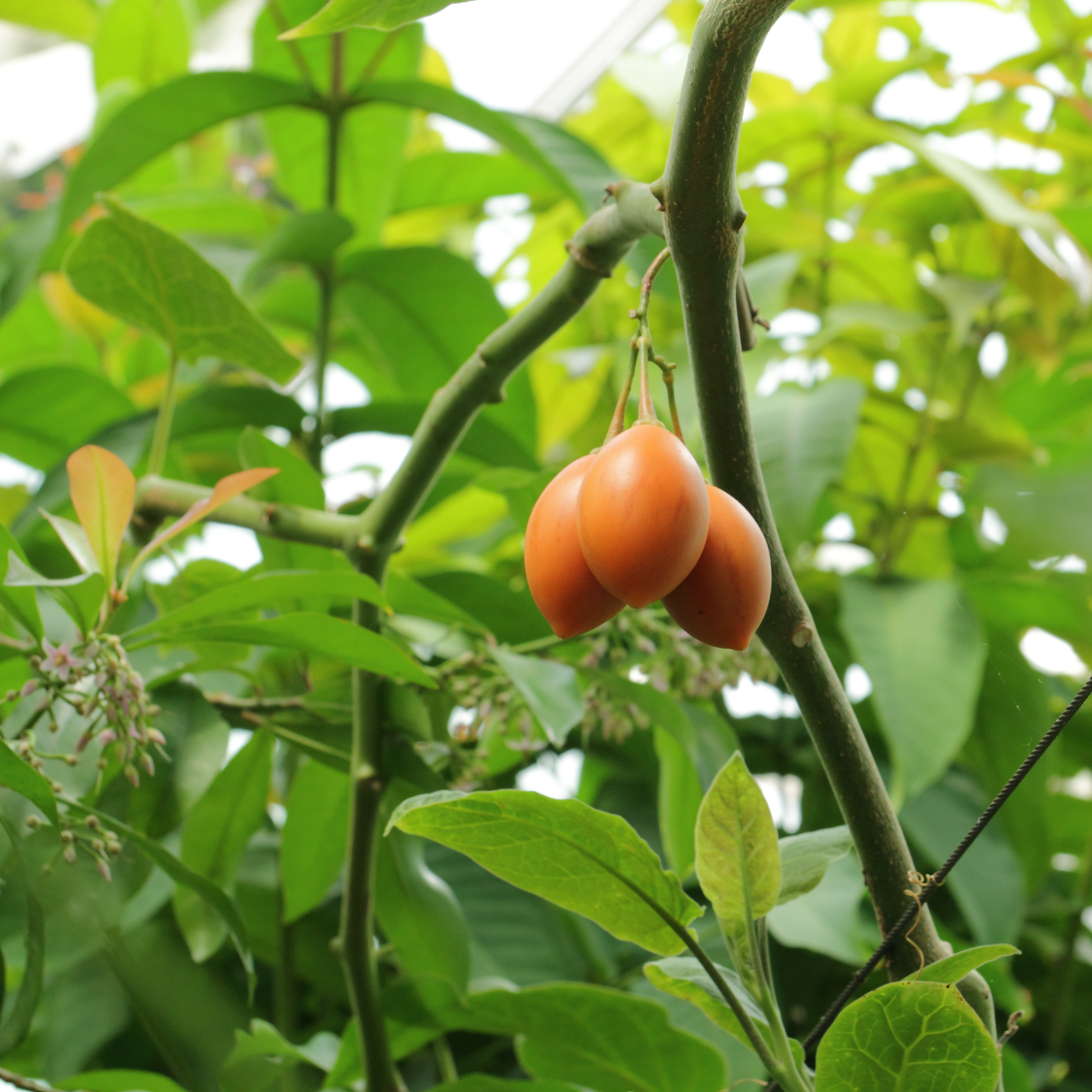
Frutti

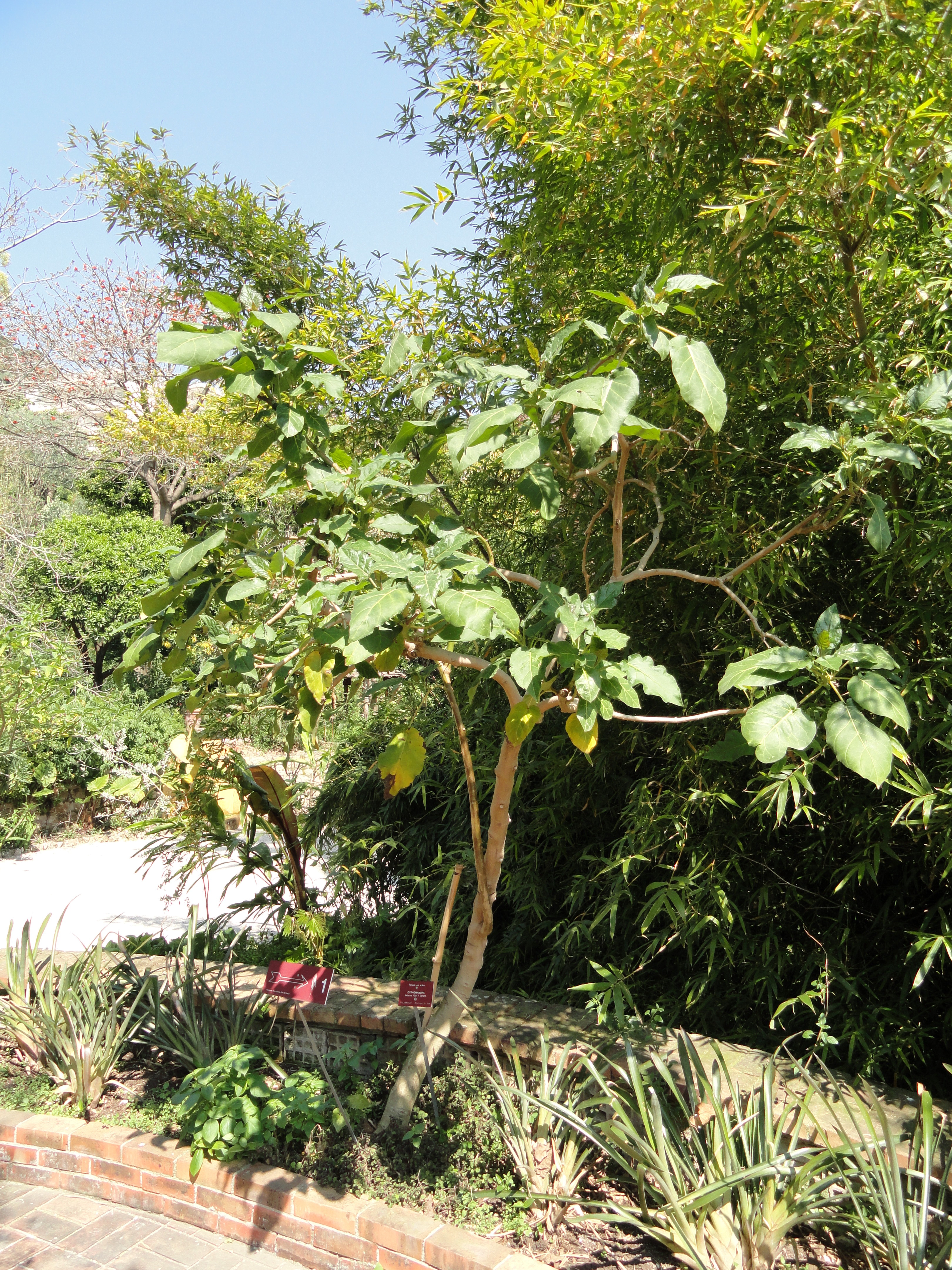
Un giovane esemplare

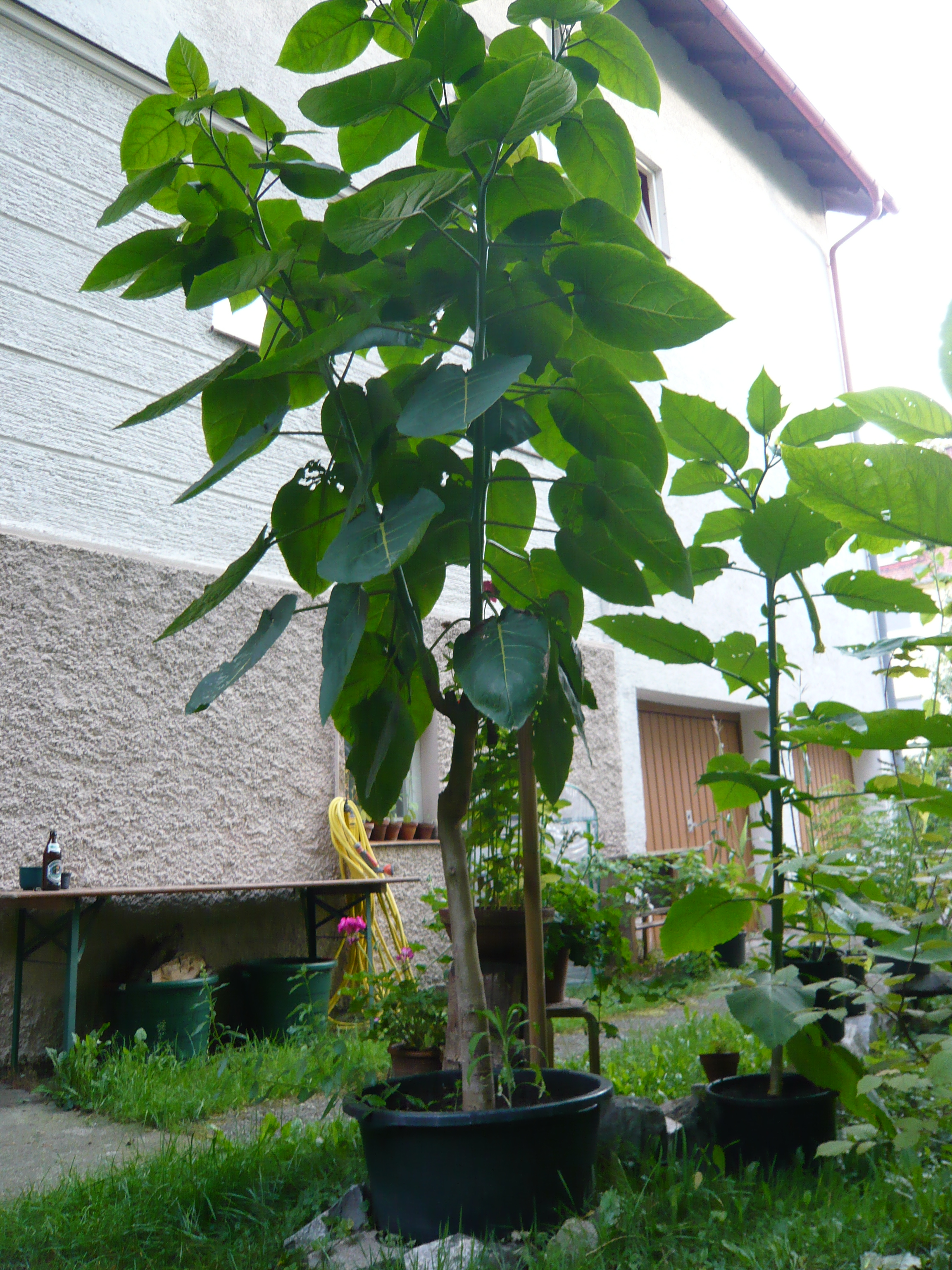
Vista della pianta in vaso

È un arbusto di 3 – 4 m di altezza, con corteccia grigiastra e fogliame perenne.
Ha foglie alternate, intere, alle estremità dei rami, con picciolo robusto di 4 - 8 centimetri di lunghezza. La lamina fogliare presenta una lunghezza di 15 - 30 centimetri di lunghezza, con forma ovalata, acuminata, di colore verde scuro, un po' ruvida al tatto. Le foglie giovani presentano una fina pubescenza su entrambe le facce. La nervatura è marcata e in rilievo.
I fiori sono piccoli, di 1,3 - 1,5 centimetri di diametro, di colore bianco-rosaceo, disposti in piccoli grappoli terminali. Hanno 5 petali e 5 stami gialli. Fiorisce dopo 8 - 10 mesi dalla semina in maggio-giugno, il frutto è una bacca ovoidale di 4 - 8 centimetri di lunghezza per 3 - 5 centimetri di larghezza, con un lungo pedunculo nel quale persiste il calice del fiore.
I frutti sono commestibili e si possono consumare crudi in insalata e succhi o cucinati in conserve. La buccia è liscia, di colore rosso o arancione a maturità, con striature di colore più chiaro. La polpa è sugosa, con uno spunto acido, di colore arancione-rosso, con numerosi semi. La polpa è ricca di ferro, potassio, magnesio, fosforo e vitamine A, C ed E.

## Distribuzione e habitat
Cresce in climi propri della foresta umida di montagna dell'America meridionale, con temperature tra i 13 e 24 °C, in ambienti dove la precipitazione varia tra i 600 e 1500 millimetri annuali.

## Coltivazione
Si moltiplica per seme, che germinano con molta facilità. Presenta una crescita molto rapida, dando frutti entro un anno dalla semina e continuativamente durante 48 mesi.
È molto sensibile alle basse temperature, soffre per i venti intensi e siccità. Richiede suoli franchi arenosi, con buon drenaggio, ricchi in materia organica e trae beneficio dalla concimazione.
I principali produttori sono Portogallo, Colombia, Brasile, Nuova Zelanda, Kenya, Burundi, Sudafrica, California, India e Sri Lanka.

## Usi
Si sa che il frutto possiede un alto contenuto di acido ascorbico. Si può utilizzare sia cucinato sia crudo e si usa per preparare succhi di frutta.